# 浅地正一
浅地 正一（あさじ しょういち、1938年〈昭和13年〉2月25日 - ）は、日本の実業家である。東京商工会議所顧問、浅地事務所代表。日本ビルサービス代表取締役社長、特別顧問を務めたほか、東京青年会議所理事長、逗子なぎさホテル社長、日本商工会議所特別顧問、東京商工会議所副会頭等を歴任した。

## 経歴

### 生い立ち
1938年（昭和13年）2月25日、東京赤坂に生まれる。1944年（昭和19年）東京都東調布第二国民学校入学。在学中に軽井沢へ疎開。後、暁星小学校を卒業。中学は慶應義塾普通部に、高校は慶應義塾高等学校に進学。中学ではテニス部主将を務め、高校ではゴルフ部主将を務める。その後、慶應義塾大学経済学部に進学。グリーンクラブ（現・体育会ゴルフ部）主将、関東学生ゴルフ連盟委員長と日本学生ゴルフ連盟委員長を務める。学生ゴルフへの貢献を認められ朝日新聞特別賞を受賞。

### 年表
- 1960年（昭和35年） - 日本ビルサービス入社、取締役就任。
- 1973年（昭和48年） - 東京ビルメンテナンス協会理事
- 1975年（昭和50年） - 同社代表取締役社長就任、逗子なぎさホテル社長就任。東京青年会議所理事長。
- 1977年（昭和52年） - 全国ビルメンテナンス協会理事
- 1982年（昭和57年） - 東京商工会議所議員
- 1993年（平成5年） - 労働省中央労働基準審議会委員
- 1997年（平成9年） - 東京商工会議所労働委員長、日本商工会議所労働委員長
- 2000年（平成12年） - 慶應連合三田会2000年大会実行委員長
- 2001年（平成13年） - 東京商工会議所副会頭、厚生労働省労働政策審議会委員
- 2003年（平成15年） - 内閣府男女共同参画会議専門委員、日比谷公園100周年記念事業実行委員長
- 2005年（平成17年） - 日本ビルサービスの株式100%をビル代行に譲渡、同特別顧問に就任（2007年まで）。

## 栄典
- 1960年（昭和35年）6月 - 米国サンフランシスコ市名誉市民の鍵

## 関連書籍
- グローブシップ編『逗子なぎさホテル物語 ペーパーバック』知玄舎 2019年3月22日、ISBN 978-4907875916

## 著書・寄稿
- 浅地正一（監修）、岡田玉規（編著）『日本のビルメンテナンス産業創生の礎――浅地庄太郎伝』知玄舎、2023年2月3日。ISBN 9784434314322。
- 浅地正一『平成時代の経営課題――東商で学んだ労働問題』ビル管理ジャーナル社、1998年5月15日
- 寄稿「ジュリスト」有斐閣、1992年4月1日号「労働時間短縮問題に対する東京商工会議所の取り組み」